# Porosty wodne

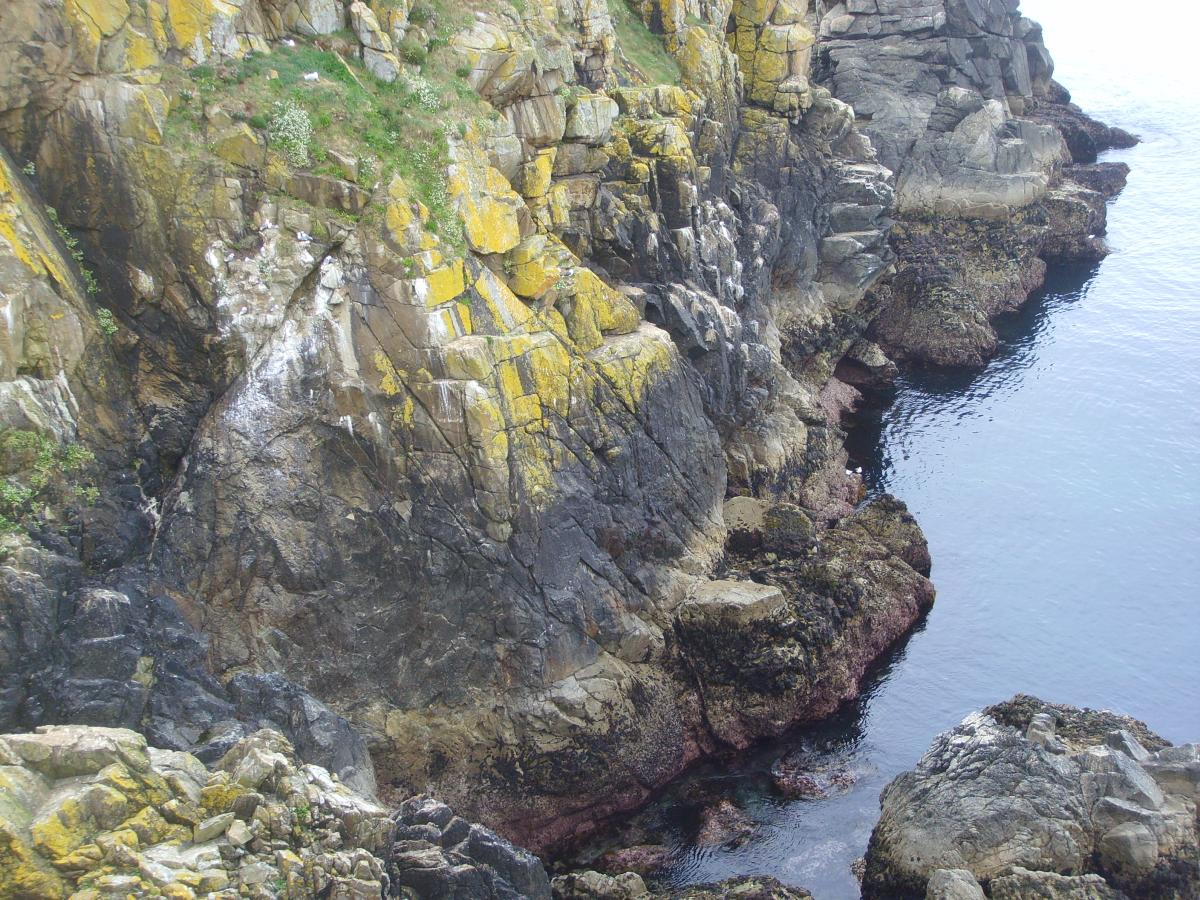
Czarny porost Verrucaria maura na skałach oblewanych wodą

Porosty wodne – porosty żyjące w środowisku wodnym. Należą do nich nieliczne gatunki, porosty bowiem to typowe organizmy lądowe źle znoszące długotrwałe zalewanie wodą.
W zależności od stopnia przystosowania do środowiska wodnego wyróżnia się dwie grupy porostów wodnych:
- częściowo przystosowane do życia w wodzie. Są to np. gatunki rosnące na kamieniach nadwodnych i często zalewane wodą, lub stale nią opryskiwane. Należą tu np. Verrucaria microspora, Verrucaria maura i Arthopyrenia orustensis – porosty żyjące na skalistych wybrzeżach Półwyspu Skandynawskiego. Na wyleżyskach występuje dołczanka szafranowa (Solorina crocea) znosząca długotrwałe zaleganie pokrywy śnieżnej i moczenie topniejącą z niej wodą[2].
- trwale przystosowane do życia w wodzie. Jest to np. Verrucaria serpuloides, porost żyjący na głębokości kilku metrów w wodach u wybrzeży Antarktydy[2].

Porosty zalicza się do grzybów (Mycota). Porosty wodne są więc jedną z grup grzybów wodnych.